# Seznam vojaških akademij Sovjetske zveze
Seznam vojaških akademij Sovjetske zveze.

## Seznam
- Vojaška akademija Vorošilov (generalštab)
- Vojaška akademija Frunze (generalštab)
- Vojaška akademija oklepnih sil Malinovski
- Vojaška akademija raketnih sil Dzeržinski
- Vojaška akademija zvez Budjoni
- Vojaška artilerijska akademija Kalinin
- Vojaška akademija kemične obrambe Timošenko
- Vojaška akademija vojaške zračne obrambe Vasiljevski
- Vojnoletalska inženirska akademija Žukovski
- Vojaška letalska akademija Gagarin
- Vojaška inženirsko-radijska tehniška akademija zračne obrambe Govorov
- Pomorska akademija Grečko
- Vojaška akademija inženirskih enot Kujbišev
- Politično-vojaška akademija Lenin
- Vojaška akademija zalednih služb in transporta Makarov
- Poveljniška akademija zračne obrambe Žukov
- Vojaška medicinska akademija Kirov
- Vojaška akademija zračne obrambe kopenskih sil